# Boszandoog
De boszandoog (Lopinga achine) is een vlinder uit de familie Nymphalidae. De wetenschappelijke naam van de soort werd in 1763 als Papilio achine gepubliceerd door Giovanni Antonio Scopoli. Volgens Scopoli verwijst de soortaanduiding achine naar de moeder van Danaos (bij ons Anchinoë).

## Beschrijving

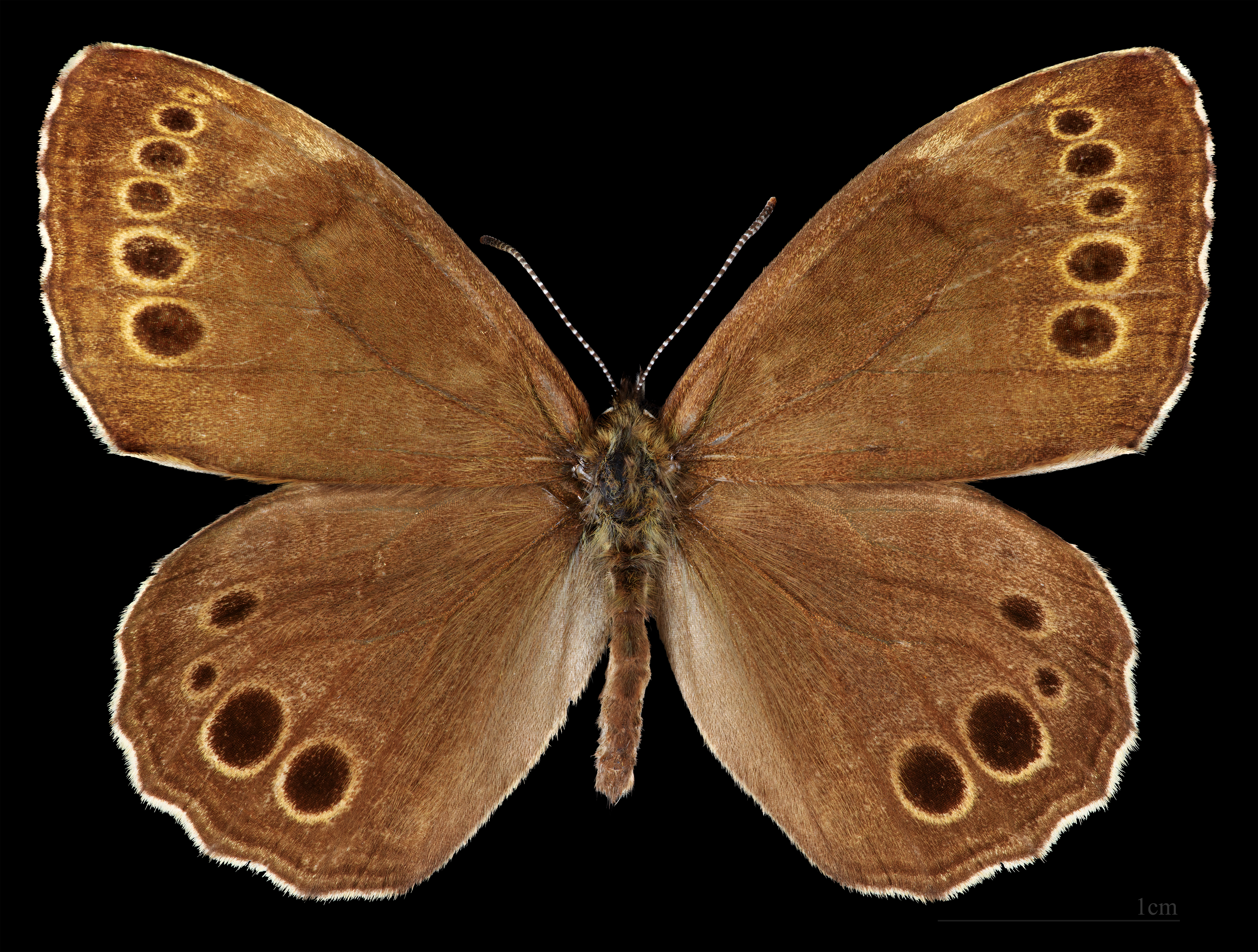
Lopinga achine ♂
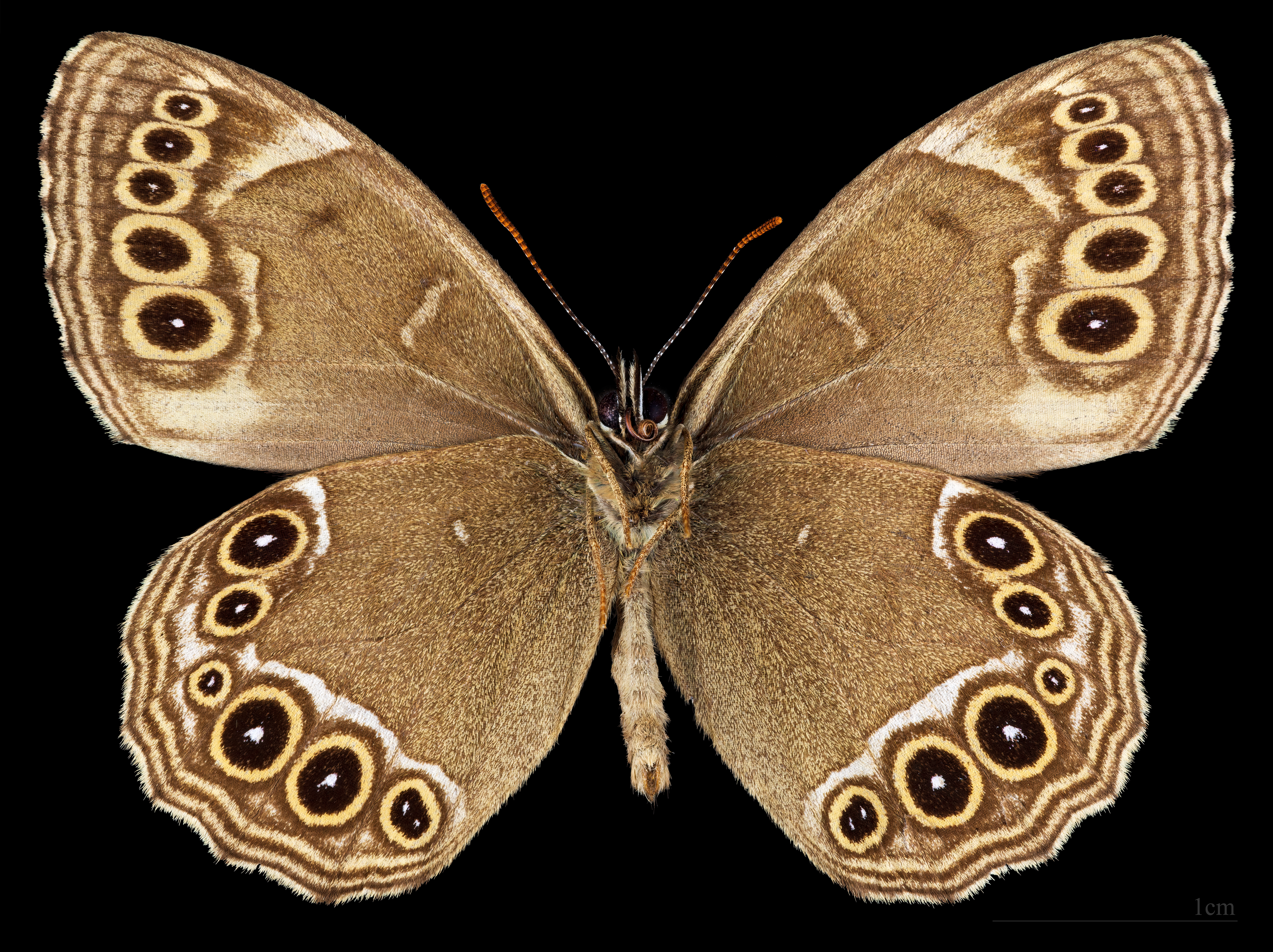
Lopinga achine ♂   △

## Verspreiding
De soort komt voor van Zuidoost-Zweden en Zuid-Finland tot Zuid-Frankrijk en de Balkan en van West-Frankrijk tot Japan.
In Noordwest-Europa is de boszandoog overal zeer sterk bedreigd of al verdwenen. In België kwam de soort voor in de Gaume, in Belgisch-Lotharingen, maar is daar sinds 1926 verdwenen. In Nederland is maar één waarneming van deze soort, op 29 juli 1866  te Balleman/Rijsbergen bij Breda door F.J.M. Heylaerts (1831-1916).

## Levenswijze
Van de boszandoog zijn de volgende waardplanten bekend: roodzwenkgras (Festuca rubra), boskortsteel (Brachypodium sylvaticum), knikkend parelgras (Melica nutans), bergzegge (Carex montana) en ijle zegge (Carex remota). De rupsen groeien langzaam en overwinteren halfvolgroeid, verscholen in een graspol. De vliegtijd is van eind juni tot begin augustus.

## Biotoop
De vlinder leeft in bossen met een weelderige ondergroei van grassen, bij voorkeur op plaatsen waar de bodem 's winters drassig is.

## Synonymie
- Lopinga achine (Scopoli, 1763)[2]
  - Papilio achine Scopoli, 1763
  - Maniola achine (Scopoli, 1763)
  - Pararge achine (Scopoli, 1763)
- Papilio deianira Linnaeus, 1764
  - Pararge deianira (Linnaeus, 1764)
  - Satyrus deianira (Linnaeus, 1764)
- Papilio saltator Geoffroy, 1785
  - Lopinga achine saltator (Geoffroy, 1785)